# Île de la Cité
Het Île de la Cité is een van de eilanden in de Seine (een ander eiland is Île Saint-Louis), in het centrum van Parijs. In de Romeinse tijd lag Lutetia, de voorloper van Parijs, voornamelijk op de zuidoever van de Seine. Na aanvallen van Franken en Allemannen in 275 n.Chr. verhuisden de inwoners echter naar het veiliger Île de la Cité, dat in die periode van een stadsmuur werd voorzien.
Het eiland is centraal gelegen binnen de arrondissementen van Parijs en het Place du Parvis-Notre-Dame functioneert van oudsher als nulpunt bij het berekenen van afstanden binnen Frankrijk.
Op het Île de la Cité bevinden zich drie middeleeuwse gebouwen:
- de kathedraal Notre-Dame van Parijs aan het Place du Parvis-Notre-Dame;
- de Conciergerie, een restant van het oudste koninklijk paleis van Parijs, het Palais de la Cité, in de 15e eeuw omgevormd tot gevangenis;
- de Sainte-Chapelle, oorspronkelijk de paleiskapel van het Palais de la Cité, in de tweede helft van de 13e eeuw gebouwd als dubbelkapel door Lodewijk IX.

Andere bezienswaardigheden op het eiland zijn de Place Dauphine, het Paleis van Justitie (waar de Conciergerie en de Sainte-Chapelle tegenwoordig deel van uitmaken) en het Musée de Notre Dame de Paris.
Het Île de la Cité wordt met de linker- en rechteroever van de Seine verbonden door verschillende bruggen, waaronder de Pont Neuf, de oudste brug van Parijs, maar ook de Pont au Change, de Pont Notre-Dame, de Pont d'Arcole, de Pont au Double, de Pont de l'Archevêché, de Petit-Pont en de Pont Saint-Michel. Pont Saint-Louis vormt de verbinding tussen Île de la Cité en Île Saint-Louis.
De noordoostelijke wijk van Île de la Cité is het Ancien Cloître Quartier.

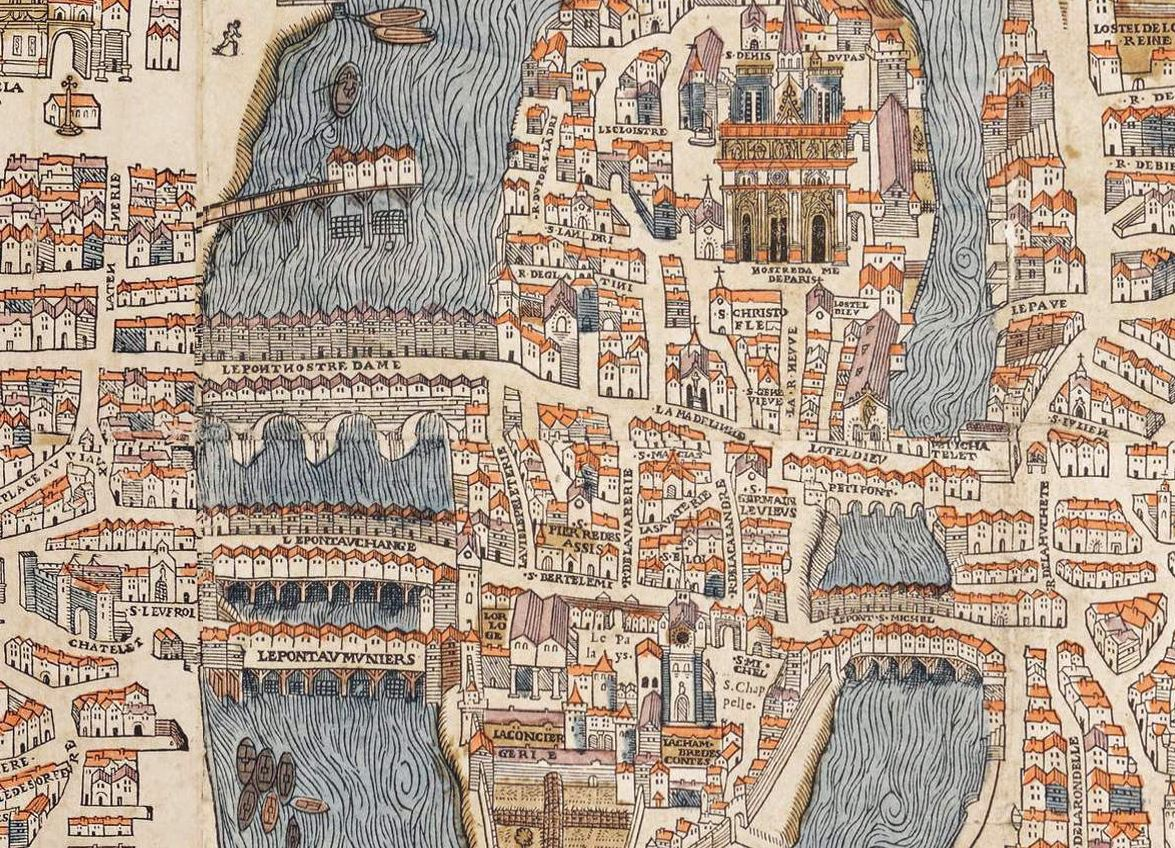
Bruggen over de Seine rondom het Île de la Cité op een plattegrond uit 1550

- Virtual International Authority File: 315530731